# Список астероїдів (61101—61200)
| Назва                       | Тимчасове позначення | Дата відкриття | Місце відкриття                           | Відкривач                   |
| --------------------------- | -------------------- | -------------- | ----------------------------------------- | --------------------------- |
| (61101) 2000 LD30           | 2000 LD30            | 7 червня 2000  | Сокорро (Нью-Мексико)                     | LINEAR                      |
| (61102) 2000 LM30           | 2000 LM30            | 7 червня 2000  | Станція Андерсон-Меса                     | LONEOS                      |
| (61103) 2000 LP30           | 2000 LP30            | 9 червня 2000  | Обсерваторія Галеакала                    | NEAT                        |
| (61104) 2000 LU30           | 2000 LU30            | 10 червня 2000 | Сокорро (Нью-Мексико)                     | LINEAR                      |
| (61105) 2000 LN31           | 2000 LN31            | 5 червня 2000  | Станція Андерсон-Меса                     | LONEOS                      |
| (61106) 2000 LQ31           | 2000 LQ31            | 5 червня 2000  | Станція Андерсон-Меса                     | LONEOS                      |
| (61107) 2000 LR31           | 2000 LR31            | 5 червня 2000  | Станція Андерсон-Меса                     | LONEOS                      |
| (61108) 2000 LT31           | 2000 LT31            | 5 червня 2000  | Станція Андерсон-Меса                     | LONEOS                      |
| (61109) 2000 LU31           | 2000 LU31            | 5 червня 2000  | Станція Андерсон-Меса                     | LONEOS                      |
| (61110) 2000 LC32           | 2000 LC32            | 5 червня 2000  | Станція Андерсон-Меса                     | LONEOS                      |
| (61111) 2000 LD33           | 2000 LD33            | 4 червня 2000  | Обсерваторія Кітт-Пік                     | Spacewatch                  |
| (61112) 2000 LO33           | 2000 LO33            | 4 червня 2000  | Обсерваторія Галеакала                    | NEAT                        |
| (61113) 2000 LP33           | 2000 LP33            | 4 червня 2000  | Обсерваторія Галеакала                    | NEAT                        |
| (61114) 2000 LJ34           | 2000 LJ34            | 3 червня 2000  | Станція Андерсон-Меса                     | LONEOS                      |
| (61115) 2000 LQ34           | 2000 LQ34            | 3 червня 2000  | Станція Андерсон-Меса                     | LONEOS                      |
| (61116) 2000 LT34           | 2000 LT34            | 3 червня 2000  | Обсерваторія Кітт-Пік                     | Spacewatch                  |
| (61117) 2000 LX34           | 2000 LX34            | 1 червня 2000  | Обсерваторія Галеакала                    | NEAT                        |
| (61118) 2000 LV35           | 2000 LV35            | 1 червня 2000  | Станція Андерсон-Меса                     | LONEOS                      |
| (61119) 2000 LJ36           | 2000 LJ36            | 1 червня 2000  | Обсерваторія Галеакала                    | NEAT                        |
| (61120) 2000 LL36           | 2000 LL36            | 1 червня 2000  | Обсерваторія Галеакала                    | NEAT                        |
| (61121) 2000 MU             | 2000 MU              | 23 червня 2000 | Обсерваторія Ріді-Крик                    | Джон Бротон                 |
| (61122) 2000 MM1            | 2000 MM1             | 25 червня 2000 | Сокорро (Нью-Мексико)                     | LINEAR                      |
| (61123) 2000 MN1            | 2000 MN1             | 25 червня 2000 | Сокорро (Нью-Мексико)                     | LINEAR                      |
| (61124) 2000 MX1            | 2000 MX1             | 27 червня 2000 | Обсерваторія Ріді-Крик                    | Джон Бротон                 |
| (61125) 2000 MK2            | 2000 MK2             | 24 червня 2000 | Обсерваторія Галеакала                    | NEAT                        |
| (61126) 2000 MN4            | 2000 MN4             | 25 червня 2000 | Сокорро (Нью-Мексико)                     | LINEAR                      |
| (61127) 2000 MH5            | 2000 MH5             | 26 червня 2000 | Сокорро (Нью-Мексико)                     | LINEAR                      |
| (61128) 2000 MB6            | 2000 MB6             | 24 червня 2000 | Сокорро (Нью-Мексико)                     | LINEAR                      |
| (61129) 2000 MD6            | 2000 MD6             | 24 червня 2000 | Сокорро (Нью-Мексико)                     | LINEAR                      |
| (61130) 2000 NK             | 2000 NK              | 2 липня 2000   | Прескоттська обсерваторія                 | Пол Комба                   |
| (61131) 2000 NN1            | 2000 NN1             | 3 липня 2000   | Обсерваторія Кітт-Пік                     | Spacewatch                  |
| (61132) 2000 NC2            | 2000 NC2             | 5 липня 2000   | Обсерваторія Ріді-Крик                    | Джон Бротон                 |
| (61133) 2000 NL2            | 2000 NL2             | 5 липня 2000   | Прескоттська обсерваторія                 | Пол Комба                   |
| (61134) 2000 NP2            | 2000 NP2             | 3 липня 2000   | Сокорро (Нью-Мексико)                     | LINEAR                      |
| (61135) 2000 NT2            | 2000 NT2             | 5 липня 2000   | Обсерваторія Ондржейов                    | Петер Кушнірак, Петр Правец |
| (61136) 2000 NC4            | 2000 NC4             | 3 липня 2000   | Обсерваторія Кітт-Пік                     | Spacewatch                  |
| (61137) 2000 NR4            | 2000 NR4             | 3 липня 2000   | Обсерваторія Кітт-Пік                     | Spacewatch                  |
| (61138) 2000 NX4            | 2000 NX4             | 7 липня 2000   | Сокорро (Нью-Мексико)                     | LINEAR                      |
| (61139) 2000 NO5            | 2000 NO5             | 7 липня 2000   | Сокорро (Нью-Мексико)                     | LINEAR                      |
| (61140) 2000 NR5            | 2000 NR5             | 8 липня 2000   | Сокорро (Нью-Мексико)                     | LINEAR                      |
| (61141) 2000 NZ5            | 2000 NZ5             | 8 липня 2000   | Бісейська станція космічного патрулювання | BATTeRS                     |
| (61142) 2000 NW6            | 2000 NW6             | 4 липня 2000   | Обсерваторія Кітт-Пік                     | Spacewatch                  |
| (61143) 2000 ND7            | 2000 ND7             | 4 липня 2000   | Обсерваторія Кітт-Пік                     | Spacewatch                  |
| (61144) 2000 NW8            | 2000 NW8             | 5 липня 2000   | Обсерваторія Ґудрайк-Піґотт               | Рой Такер                   |
| (61145) 2000 NX8            | 2000 NX8             | 7 липня 2000   | Сокорро (Нью-Мексико)                     | LINEAR                      |
| (61146) 2000 NO10           | 2000 NO10            | 10 липня 2000  | Обсерваторія Валінос                      | Пауло Ольворсем             |
| (61147) 2000 ND11           | 2000 ND11            | 10 липня 2000  | Обсерваторія Валінос                      | Пауло Ольворсем             |
| (61148) 2000 NL11           | 2000 NL11            | 10 липня 2000  | Обсерваторія Валінос                      | Обсерваторія Валінос        |
| (61149) 2000 NU11           | 2000 NU11            | 4 липня 2000   | Станція Андерсон-Меса                     | LONEOS                      |
| (61150) 2000 NV11           | 2000 NV11            | 4 липня 2000   | Станція Андерсон-Меса                     | LONEOS                      |
| (61151) 2000 NV12           | 2000 NV12            | 5 липня 2000   | Станція Андерсон-Меса                     | LONEOS                      |
| (61152) 2000 NE13           | 2000 NE13            | 5 липня 2000   | Станція Андерсон-Меса                     | LONEOS                      |
| (61153) 2000 NV13           | 2000 NV13            | 5 липня 2000   | Станція Андерсон-Меса                     | LONEOS                      |
| (61154) 2000 NW13           | 2000 NW13            | 5 липня 2000   | Станція Андерсон-Меса                     | LONEOS                      |
| (61155) 2000 NH14           | 2000 NH14            | 5 липня 2000   | Станція Андерсон-Меса                     | LONEOS                      |
| (61156) 2000 NJ14           | 2000 NJ14            | 5 липня 2000   | Станція Андерсон-Меса                     | LONEOS                      |
| (61157) 2000 NE15           | 2000 NE15            | 5 липня 2000   | Станція Андерсон-Меса                     | LONEOS                      |
| (61158) 2000 NN15           | 2000 NN15            | 5 липня 2000   | Станція Андерсон-Меса                     | LONEOS                      |
| (61159) 2000 NZ16           | 2000 NZ16            | 5 липня 2000   | Станція Андерсон-Меса                     | LONEOS                      |
| (61160) 2000 NH18           | 2000 NH18            | 5 липня 2000   | Станція Андерсон-Меса                     | LONEOS                      |
| (61161) 2000 NP18           | 2000 NP18            | 5 липня 2000   | Станція Андерсон-Меса                     | LONEOS                      |
| (61162) 2000 NV18           | 2000 NV18            | 5 липня 2000   | Станція Андерсон-Меса                     | LONEOS                      |
| (61163) 2000 NY18           | 2000 NY18            | 5 липня 2000   | Станція Андерсон-Меса                     | LONEOS                      |
| (61164) 2000 NM19           | 2000 NM19            | 5 липня 2000   | Станція Андерсон-Меса                     | LONEOS                      |
| (61165) 2000 NR19           | 2000 NR19            | 5 липня 2000   | Станція Андерсон-Меса                     | LONEOS                      |
| (61166) 2000 NU19           | 2000 NU19            | 5 липня 2000   | Станція Андерсон-Меса                     | LONEOS                      |
| (61167) 2000 NJ20           | 2000 NJ20            | 6 липня 2000   | Обсерваторія Кітт-Пік                     | Spacewatch                  |
| (61168) 2000 NU20           | 2000 NU20            | 6 липня 2000   | Обсерваторія Кітт-Пік                     | Spacewatch                  |
| (61169) 2000 NY20           | 2000 NY20            | 6 липня 2000   | Обсерваторія Кітт-Пік                     | Spacewatch                  |
| (61170) 2000 NZ20           | 2000 NZ20            | 6 липня 2000   | Обсерваторія Кітт-Пік                     | Spacewatch                  |
| (61171) 2000 NA21           | 2000 NA21            | 6 липня 2000   | Станція Андерсон-Меса                     | LONEOS                      |
| (61172) 2000 NE21           | 2000 NE21            | 7 липня 2000   | Станція Андерсон-Меса                     | LONEOS                      |
| (61173) 2000 NB22           | 2000 NB22            | 7 липня 2000   | Сокорро (Нью-Мексико)                     | LINEAR                      |
| (61174) 2000 NN22           | 2000 NN22            | 7 липня 2000   | Станція Андерсон-Меса                     | LONEOS                      |
| (61175) 2000 NO22           | 2000 NO22            | 7 липня 2000   | Станція Андерсон-Меса                     | LONEOS                      |
| (61176) 2000 NZ22           | 2000 NZ22            | 5 липня 2000   | Обсерваторія Кітт-Пік                     | Spacewatch                  |
| (61177) 2000 NJ23           | 2000 NJ23            | 5 липня 2000   | Станція Андерсон-Меса                     | LONEOS                      |
| (61178) 2000 NT23           | 2000 NT23            | 5 липня 2000   | Обсерваторія Кітт-Пік                     | Spacewatch                  |
| (61179) 2000 NL24           | 2000 NL24            | 4 липня 2000   | Станція Андерсон-Меса                     | LONEOS                      |
| (61180) 2000 NQ24           | 2000 NQ24            | 4 липня 2000   | Станція Андерсон-Меса                     | LONEOS                      |
| (61181) 2000 NT24           | 2000 NT24            | 4 липня 2000   | Станція Андерсон-Меса                     | LONEOS                      |
| (61182) 2000 NJ25           | 2000 NJ25            | 4 липня 2000   | Станція Андерсон-Меса                     | LONEOS                      |
| (61183) 2000 NB26           | 2000 NB26            | 4 липня 2000   | Станція Андерсон-Меса                     | LONEOS                      |
| (61184) 2000 NO26           | 2000 NO26            | 4 липня 2000   | Станція Андерсон-Меса                     | LONEOS                      |
| (61185) 2000 NS26           | 2000 NS26            | 4 липня 2000   | Станція Андерсон-Меса                     | LONEOS                      |
| (61186) 2000 NA27           | 2000 NA27            | 4 липня 2000   | Станція Андерсон-Меса                     | LONEOS                      |
| (61187) 2000 NM27           | 2000 NM27            | 4 липня 2000   | Станція Андерсон-Меса                     | LONEOS                      |
| (61188) 2000 NT27           | 2000 NT27            | 4 липня 2000   | Станція Андерсон-Меса                     | LONEOS                      |
| (61189) 2000 NE29           | 2000 NE29            | 8 липня 2000   | Бісейська станція космічного патрулювання | BATTeRS                     |
| 61190 Джоншатт (Johnschutt) | 2000 NF29            | 1 липня 2000   | Обсерваторія Анса                         | М. Коллінс, Майнор Вайт     |
| (61191) 2000 OA             | 2000 OA              | 21 липня 2000  | Прескоттська обсерваторія                 | Пол Комба                   |
| (61192) 2000 OU             | 2000 OU              | 23 липня 2000  | Обсерваторія Фарпойнт                     | Ґері Гаґ                    |
| (61193) 2000 OQ1            | 2000 OQ1             | 26 липня 2000  | Прескоттська обсерваторія                 | Пол Комба                   |
| (61194) 2000 OU1            | 2000 OU1             | 24 липня 2000  | Обсерваторія Фарпойнт                     | Обсерваторія Фарпойнт       |
| 61195 Мартінолі (Martinoli) | 2000 OU2             | 28 липня 2000  | Обсерваторія Ньйоска                      | Стефано Спозетті            |
| (61196) 2000 OD3            | 2000 OD3             | 23 липня 2000  | Сокорро (Нью-Мексико)                     | LINEAR                      |
| (61197) 2000 OG3            | 2000 OG3             | 23 липня 2000  | Сокорро (Нью-Мексико)                     | LINEAR                      |
| (61198) 2000 ON3            | 2000 ON3             | 24 липня 2000  | Сокорро (Нью-Мексико)                     | LINEAR                      |
| (61199) 2000 OA4            | 2000 OA4             | 24 липня 2000  | Сокорро (Нью-Мексико)                     | LINEAR                      |
| (61200) 2000 OC4            | 2000 OC4             | 24 липня 2000  | Сокорро (Нью-Мексико)                     | LINEAR                      |